# Henderson Chatmon
Henderson Chatmon (* 1849 in Terry (Mississippi); † 21. Juli 1934 in Bolton (Mississippi)), ein ehemaliger Sklave, später Farmer und Fiddle-Spieler, war der „Urvater“ einer musikalischen Familie, die einige einflussreiche Bluesmusiker hervorbrachte. Die Musikgruppe The Mississippi Sheiks, die Anfang der 1930er Jahre erfolgreich war, bestand im Kern aus Mitgliedern der Chatmon-Familie.

## Biografie
Henderson Chatmon wurde 1849 als Sklave geboren. Seine Eltern waren die Sklaven Nancy (* 1831) und Polk (* 1832) Chapman, der wahrscheinliche Geburtsort war eine Plantage im Hinds County im US-Bundesstaat Mississippi, manche Quellen nennen Terry in diesem County als Geburtsort.
Henderson war zweimal verheiratet. Mit Mary (oder Molly) Simmons hatte er zwei Töchter (Gina und Lena) und drei Söhne (Ferdinand, Fleming und Henderson Jr.), alle in den 1870er Jahren geboren. Die Familie lebte in Bolton. Nach Marys Tod heiratete Henderson 1886 deren Nichte Eliza Jackson, mit der er mindestens acht weitere Kinder hatte.
Mit seinen Söhnen baute Henderson an verschiedenen Standorten südlich und westlich von Bolton auf gepachtetem Land Getreide an. Um 1900 hatten sie einen Wohnsitz in der Stadt, bei der Volkszählung von 1900 wurde der Haushalt hier gezählt. Hendersons Frau Eliza und die Kinder Fred, Josie, Alonzo („Lonnie“), Edgar, Armenter („Bo“), Willie („Crook“), Lamar („Bert“), Vivian („Sam“), Larry („Poochie“) und Harry („Tie“), alle geboren im Zeitraum von 1888 bis 1904, spielten etliche Instrumente, darunter Gitarre, Violine, Banjo, Mandoline, Bass und Klavier. Henderson spielte die Fiddle; er war, was man zu seiner Zeit „Musicianer“ nannte, ein Musiker, der auf den Plantagen zum Tanz aufspielte. Ferdinand („Bud“), ein Sohn aus Hendersons erster Ehe, Walter Vinson, Charlie und Joe McCoy sowie Charley Patton, von dem Sam sagte, er sei ein Sohn von Henderson, spielten zeitweise auch mit den Chatmons.
Die Chatmons spielten bei Tanzveranstaltungen in Zentral-Mississippi und im Mississippi-Delta und teilten sich normalerweise in kleinere Gruppen auf, um ein höheres Einkommen zu erzielen. Auf Schallplatten waren sie vor allem für Blues bekannt, aber sie spielten auch Walzer, Reels, Tin-Pan-Alley-Lieder, Balladen und Minstrel-Show-Melodien, um sowohl ihr weißes als auch ihr schwarzes Publikum anzusprechen. Muddy Waters, der damals in einer ähnlichen Stringband spielte, sagte, er sei „zehn Meilen gelaufen, um sie spielen zu hören“.
Die bekannteste Band der Chatmons, zusammen mit Freunden aus der Gegend von Bolton, Raymond und Edwards, waren die Mississippi Sheiks. Die Aufnahmen der Sheiks machten meistens der Fiddler Lonnie Chatmon und der Sänger Walter Vinson, manchmal begleitet vom Gitarristen Bo Chatmon.
Henderson Chatmon starb am 21. Juli 1934 in Bolton.